# Kum (Abşeron)
Kum jest wioską w rejonie Abşeron w Azerbejdżanie.